# Maybach
Maybach je njemački proizvođač luksuznih automobila. Osnovan je 1909. od strane Wilhelma Maybacha i njegovog sina Karla, ali tek su 1918. krenuli u proizvodnju vlastitih automobila. Automobil su rađeni do 1940., ali je automobilsku proizvodnju ponovno oživio Daimler AG 1997.

## 1909. – 1940. – prva faza
Maybach je u početku proizvodio dizelske i plinske motore (potonje za cepeline). Prvi automobil su predstavili 1919. na berlinskom sajmu automobila. Njegov razvoj je počeo godinu prije. U razdoblju od 1921. do 1940. su proizvodili 12 različitih modela automobila, a usporedno su i dalje proizvodili dizelske motore za željeznicu i brodove. Maybach je u Drugom svjetskom ratu proizvodio dizelske motore za njemačke tenkove Panther i Tiger. Nakon rata proizvodnja automobila nikada nije nastavljena.

## 1997. – početak nove ere
Na tokijskom sajmu automobila 1997. Mercedes-Benz je predstavio luksuzni konceptni automobil imena Mercedes-Benz Maybach. S obzirom na pozitivnu reakciju publike, Mercedes je odlučio nastaviti daljnji razvoj pod zasebnim imenom Maybach.
Dva serijska automobila su predstavljena 2002., modeli 57 i 62. Razlika između ta dva modela je u dužini karoserije – 57 je dugačak 5,7 metara, a 62 6,2 metra. Pogoni ih isti V12 motor od 550 KS. 2005. je predstavljena i sportska izvedba modela 57, nazvana 57S i opremljena V12 motorom i dva turbo punjača, tako da proizvodi 612 KS. Godinu kasnije pojavio se i 62S s istim motorom. 2007. je predstavljen i 62 Landaulet, izvedba bez krova, koja je proizvedena u samo 20 primjeraka. 

## Trenutačni modeli
- Maybach 57
- Maybach 62
- Maybach 57S
- Maybach 62S
- Maybach 62 Landaulet

## Konceptualni modeli
- Maybach Exelero

## Vanjska poveznica
- Maybach  Arhivirana inačica izvorne stranice od 2. ožujka 2009. (Wayback Machine)